# Paralastor eustomus
Paralastor eustomus är en stekelart som beskrevs av Perkins 1914. Paralastor eustomus ingår i släktet Paralastor och familjen Eumenidae. Inga underarter finns listade i Catalogue of Life.